# 辻三太郎
辻 三太郎（つじ さんたろう、1937年〈昭和12年〉8月4日 - ）は、日本の俳優、声優、お笑いタレント。本名、辻 茂。旧芸名は辻 しげる、辻 シゲル。
東京都出身。世田谷高等学校卒業。劇団未来劇場、エヌ・エー・シーを経て、エム・スリーに所属していた。

## 人物
高校卒業後、金語楼劇団に弟子入り（漫談家の第一人者・柳家金語楼が師匠）。
舞台のほか、テレビ、CM、ナレーション、アニメ声優など、マルチに活躍。
1982年に劇団辻シアターを旗揚げし、現在は辻シアターの主宰である。

## 出演

### テレビドラマ
- 特別機動捜査隊（NET）
  - 第287話「夕陽の町」（1967年） - 佐伯
  - 第296話「九年目の女」（1967年） - 定八
  - 第364話「女でない女」（1968年） - 美代
  - 第584話「新鮮な女」(1973年)　- 健坊
  - 第779話「むらさき小唄 雪之丞」（1976年） - アキ子
- 青空にとび出せ!（1969年、TBS）
- 鬼平犯科帳 第1シリーズ（1970年、NET / 東宝）
  - 第46話「しかえし」 ‐ 弥助
  - 第59話「おっ母ァ、すまねえ」 - 客引
- 天皇の世紀 第一部 第5話「大獄」（1971年、ABC / 国際放映）
- 一心太助（1971年、CX） - 番太
- 火曜日の女シリーズ（NTV）
  - 喪服の訪問者（1971年）
  - ある朝、突然に…（1972年）
- 太陽にほえろ!（NTV / 東宝）
  - 第30話「また若者が死んだ」（1973年） - トラックの目撃者
  - 第38話「オシンコ刑事誕生」（1973年） - 中尾の知人
  - 第440話「強き者よ、その名は…」（1981年） - 竹田徹
  - 第464話「我がいとしき子よ」（1981年） - 深見靖雄
  - 第536話「死因」（1982年） - 運転手
  - 第620話「素晴らしき人生」（1984年） - キャバレー店主
- 荒野の用心棒 第8話「銀山地獄に悪の華が散って…」（1973年、NET）
- 大河ドラマ（NHK）
  - 勝海舟（1974年） - 魚屋の茂吉
  - 花神（1977年）
  - 草燃える（1979年） - 武田信光
  - 峠の群像（1982年） - 絵描き、読売り
- 赤いシリーズ（TBS）
  - 赤い疑惑 第18話「愛と死の絶唱」（1976年） - 捨子の母親の兄
  - 赤い衝撃（TBS） 
    - 第7話「母の離婚」（1976年） - 八百しげ店主
    - 第24話「お願い私を一人にしないで!」（1977年） - バスの運転手
- Gメンシリーズ（TBS）
  - Gメン'75
    - 第108話「ヌードモデル殺人事件」（1977年） - 石戸
    - 第115話「午前0時・女のミステリー」（1977年） - ラーメン屋台の店主
    - 第138話「複顔術」（1978年） - 工員
    - 第152話「女だけの通夜」（1978年） - ビル警備員
    - 第156話「女子大生誘拐!」（1978年） - ホームレスの男
    - 第183話「奥様族の遺留指紋」（1978年） - 若松
    - 第189話「危機一髪! お年玉爆弾カメラ」（1979年） - 和浩の父親
    - 第234話「女たちの拳銃泥棒」（1979年） - 早川亭店主
    - 第248話「警察の中に出た幽霊」（1980年） - 夫婦喧嘩をする夫
    - 第254話「警視庁の女スパイ」（1980年）
    - 第271話「警視庁パトカー盗難事件」（1980年） - アイスクリーム屋親父
    - 第337話「荒れる中学生 終電車殺人事件」（1981年） - 電車の男性客

  - Gメン'82
    - 第2話「アイドル歌手トリック殺人」（1982年） - マネージャー
    - 第5話「私は殺される!」（1982年） - 葬儀屋
    - 第8話「ジングルベルに踊る死体」（1982年） - 運転手
    - 第12話「白バイVSカーアクション殺人事件」（1983年） - ライトバン運転手
- 熱中時代・刑事編 第20話「荒野の熱中ガンマン」（1979年、NTV） - 広田兼也
- 江戸の激斗 第21話「日蔭の花を救え」（1979年、CX / 東宝） - 寅八
- 熱中時代 先生編 第2シリーズ 第18話「マムシ・イモ掘り・テレビ局」（1980年、NTV） - 吉川マネージャー
- 大江戸捜査網 第417話「にせ小判一万両」（1981年、12ch） - 秋田屋
- 茜さんのお弁当（1981年、TBS） - 源吉
- 噂の刑事トミーとマツ（TBS / 大映テレビ）
  - 第1シリーズ
    - 第7話「あぁ煙突のてっぺんで」（1979年）
    - 第13話「銭湯でタイホ! 刑事も裸、犯人も裸」（1980年） - 駅のチンピラ

  - 第2シリーズ（1982年）
    - 第10話「マツ気絶! 巨大クレーン対ターザントミー」　- スナック喫茶のマスター
    - 第38話「マツが妊娠? 課長突然の恐怖」
- 秘密のデカちゃん 第22話「こりゃ大変! 夫婦関係ストライキ」（1981年、大映テレビ / TBS） - 定食屋主人[2]
- 痛快あばれはっちゃく（1983年 - 1985年、ANB） - 八百屋の清一
- ザ・サスペンス（1983年、TBS）
  - 妻は告白する
  - 川崎探偵団
- 新大型時代劇 / 宮本武蔵（1984年 - 1985年、NHK） - 五郎蔵
- 少女が大人になる時（1984年、TBS）
- スチュワーデス物語（1984年、TBS / 大映テレビ） - 三郎の父
- 水曜ドラマスペシャル / 図々しい女たち（1985年、TBS）
- 月曜ワイド劇場 / 気になる隣の新家族（1986年、ANB）
- 愛の嵐（1986年、THK / CX）- 銀次
- どうぶつ通り夢ランド（1986年、ANB）
- 女ふたり捜査官 第12話「張込み・温泉街の母」（1986年、ABC / テレパック）
- 水曜ドラマ / イキのいい奴（1987年、NHK）
- 土曜ドラマスペシャル / 差し入れ屋さん物語（1989年1月28日、TBS）
- 刑事追う!（1996年、TX）
- 土曜ワイド劇場（ANB / ABC）
  - 銀河鉄道に乗る逃亡者（1996年）
  - 桜吹雪美人スリ三姉妹がいく ヌードギャルの入れ墨をスリとれ!（1997年）
- 虹色定期便（2001年、NHK教育） - 東京から来た男

### 映画
- コント55号 宇宙大冒険（1969年、東宝） - 宇宙船を目撃する町人
- 怪獣大奮戦 ダイゴロウ対ゴリアス（1972年、東宝 / 円谷プロ） - アシスタント
- アニメちゃん（1984年、松竹 / 円谷プロ）

### 舞台
- おとうさん（1955年）
- 浅草シネマ物語
- 東京浅草キネマ倶楽部2
- 鬼平犯科帳
- 喜劇・恐怖の館（監督・演出、2008年3月）

### 特撮
- 快獣ブースカ（1967年、NTV / 円谷プロ）
  - 第18話「こちらブースカ! 110番」 - トラック運転手
  - 第42話「物体Xコロリン」 - ホテル従業員
- 忍者ハットリくん+忍者怪獣ジッポウ 第17話「危機一発 人助けでござる」（1967年、NET / 東映） - KKK課長
- ウルトラシリーズ（TBS / 円谷プロ）
  - 帰ってきたウルトラマン 第25話「ふるさと地球を去る」（1971年） - 建築技師
  - ウルトラマンA 第31話「セブンからエースの手に」（1972年） - テレビレポーター
  - ウルトラマンタロウ 第9話「東京の崩れる日」（1973年） - ビル警備員
  - ウルトラマン80 第29話「怪獣帝王の怒り」（1980年） - 鬼矢谷自警団員
- ミラーマン（1972年、CX / 円谷プロ）
  - 第16話「人形怪獣キンダーを追え!」 - ロボットピエロ
  - 第42話「小さなインベーダー」 - タクシーの客
- トリプルファイター[3]（1972年、TBS / 円谷プロ） 
  - 第1話「行け！栄光のファイター」 - サブタイトルコール
  - 第2話「トリプル・ファイター脱出せよ！」 - サブタイトルコール
  - 第5話「催眠銃AZ作戦！」 - ブレイカーの声
  - 第6話「魔の9.8作戦をぶち砕け！」 - ブラックバロンの声
  - 第8話「たたかえ！オレンジ・ファイター」 - テロルの声
  - 第9話「グリーン・ファイター応答せよ!!」 - クラッシュの声
- 緊急指令10-4・10-10 第12話「天才ゴリラの初恋」（1972年、NET / 円谷プロ） - 神崎
- 流星人間ゾーン 第8話「倒せ! 恐怖のインベーダー」（1973年、NTV / 東宝映像） - 釣り人
- ロボット刑事 第15話「標的は原子番号79?!」、第16話「バドーから奪え!!」（1973年、CX / 東映） - 警官
- メタルヒーローシリーズ（ANB / 東映）
  - 宇宙刑事シャイダー 第21話「ヤーダ! 珍獣家族」（1984年） - 一郎
  - 特捜エクシードラフト 第23話「死をよぶ愛の説得」（1992年） - 流岩太郎
- 電磁戦隊メガレンジャー 第15話「見やぶれ! 天才高校のカラクリ」（1997年、ANB / 東映） - 諸星学園高等学校教頭

### テレビアニメ
- ドラえもん（1982年、ANB） - 運転手
- 魔法少女ララベル（1980年、ANB） - 落葉積郎[4]
- とんでも戦士ムテキング（1980年、CX） - タコマロ
- ニルスのふしぎな旅（1980年、NHK） - ネズミ、サル
- フーセンのドラ太郎（1981年、CX） - 駒吉[5]
- 怪物くん（1981年、ANB）
- 忍者ハットリくん（1981年、ANB）
- まいっちんぐマチコ先生（1981年、TX） - サユリの祖父
- ゲームセンターあらし（1982年、ANB） - 男、住職、船員A、司会者、客A、部長A、死神
- フクちゃん（1982年、ANB） - デン助
- まんが日本史（1983年、日本テレビ） - 豊臣秀吉
- プロゴルファー猿（1985年、テレビ朝日） - 番頭

### 劇場アニメ
- 魔法少女ララベル 海が呼ぶ夏休み（1980年）
- 怪物くん デーモンの剣（1982年） - ガイコツ騎馬隊長
- アニメちゃん（1984年）

### バラエティ
- 安全教室（1974年 - 1977年、NHK教育）
- おはよう!こどもショー（1978年、NTV） - ヤラレマン
- 川の子クークー（1981 - 1983年、NHK教育） - ヤークン
- こどもにんぎょう劇場「どんぐりと山ねこ」（放送年不明、NHK教育） - 馬車別当
- たんけんぼくのまち「むかしむかし みなとには-」（1988年、NHK教育） - チョーさんの祖父
- 歴史みつけた（1988年 - 1995年、NHK教育）
- 歴史たんけん（1995年 - 2001年、NHK教育）
- なぜなぜ日本（1997年 - 2001年、NHK教育） - なぞのおじさん

### ラジオ番組
- 三菱ふそう日本縦断 あきら・しげるのモーニングダッシュ!（1978年、TBSラジオ）※石川顕と隔週交代

### CM
- 三菱シャープ替芯[6]
- ジャノメ湯名人
- エッソ石油（現：ENEOS）
- セレモアつくば
- TKC全国会
- 山一證券
- 公明党[7]